# Lycaste cobani
Lycaste cobani là một loài thực vật có hoa trong họ Lan. Loài này được Oakeley mô tả khoa học đầu tiên năm 2008.